# János Csernoch
János Csernoch (ur. 18 czerwca 1852 w Skalicy, zm. 25 lipca 1927 w Ostrzyhomiu) – kardynał, prymas Węgier.

## Życiorys
Gimnazjum ukończył w Bratysławie, a następnie został posłany na studia filozoficzno-teologiczne do Wiednia.
Naukę w Wiedniu ukończył w dniu 18 listopada 1874 roku, uzyskując tytuł doktora teologii i święcenia kapłańskie od prymasa Jánosa Simora. Naukę kontynuował w Rzymie; studiował bibliotekarstwo, archiwistykę i prawo kanoniczne. W 1888 roku objął urząd proboszcza w trójnarodowościowym miasteczku Radošovce, skąd jeszcze w tym samym roku wezwano go do Ostrzyhomia. Tam został bibliotekarzem i archiwistą pałacu prymasowskiego. W 1890 roku został kanonikiem, a w dziesięć lat później posłem do parlamentu w Budapeszcie. W 1908 roku został wyświęcony na biskupa i objął urząd biskupa Csanád z siedzibą w Timișoarze. Po trzech latach – w roku 1911 został arcybiskupem-metropolitą kaloczańskim.

## Prymas Węgier i kardynał
Po podaniu się do dymisji prymasa kardynała Kolosa Vaszaryego, w roku 1913 papież Pius X arcybiskupa kaloczańskiego Jana Czernocha mianował arcybiskupem ostrzyhomskim, a bezpośrednio przed swoją śmiercią kardynałem. Nowy kardynał w rok później wziął udział w konklawe nowego papieża Benedykta XV, a potem jeszcze papieża Piusa XI.
W dniu 21 marca 1919 na Węgrzech podczas wybuchu krwawego puczu Węgierskiej Republiki Rad Czernoch wziął udział w sprzysiężeniu białych w Segedynie i związał się z organizacją legitymistów, próbujących zwrócić tron królewski Karolowi IV Habsburgowi.

## Ważniejsze dzieła kardynała Jana Czernocha
- A halottégetésről (Esztergom, 1887)
- A lelkierő a nemzetek igazi ereje (Budapeszt, 1910)
- Krisztus keresztje a háború keresztje (Budapeszt, 1915)
- Egyház és háború (Budapeszt 1915)
- Magyarország újjáépítésének kérdéséhez (Budapeszt 1924)